# Franz Betschart

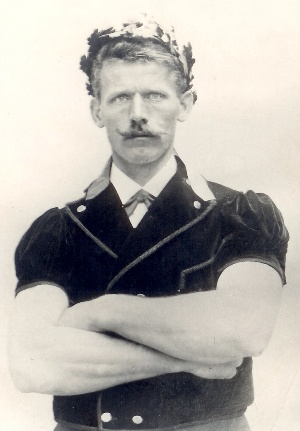
Franz Betschart

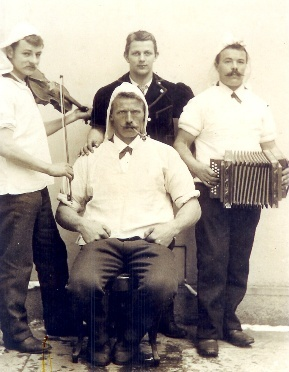
Gigler Blum, Franz Betschart, unbekannt und Josef Stump

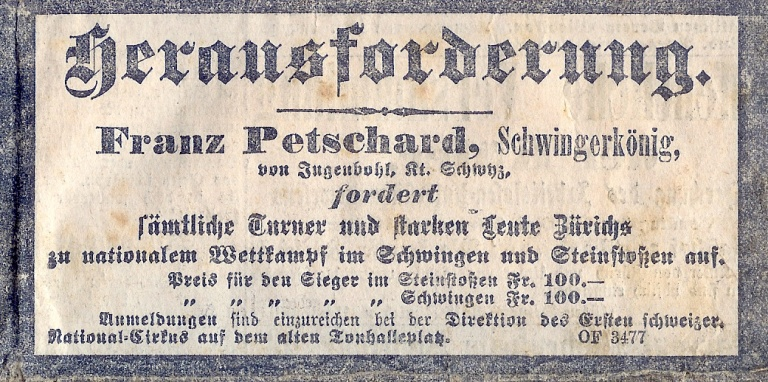
Franz Betschart (hier: Petschard) fordert die Zürcher zum Wettkampf im Schwingen und Steinstossen heraus (Inserat)

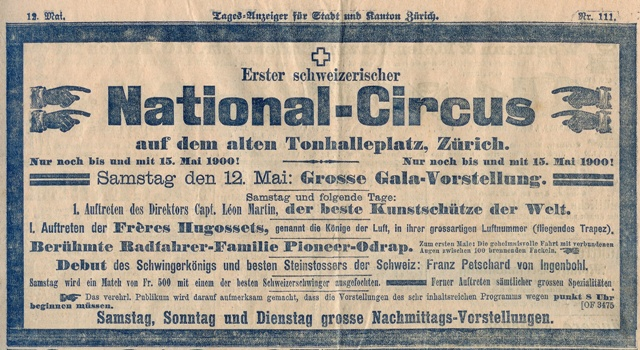
Der National-Circus kündigt einen Match um 500 Franken mit Franz Betschart (hier: Petschard) an (Inserat)

Franz Betschart (auch Gross Franz; * 1871; † 15. September 1949) war ein Schweizer Schwinger.

## Laufbahn
Franz Betschart war, zusammen mit seinem Bruder Xaver, einer der besten Schwinger seiner Zeit. Man findet die Betscharts in den Ranglisten auf dem Stoos, der Rigi, am Innerschweizerischen und an den Eidgenössischen zwischen 1890 und 1910 regelmässig unter den ersten Plätzen. Auch beim Steinstossen und im Laufen wechselten sie sich jeweils bei den besten Rangierungen ab. Xaver Betschart gewann 1908 am Eidgenössischen das Steinstossen mit Rekord. Allgemein wurde den «Güchlern» eine unwahrscheinliche Kraft nachgesagt.
Betschart trat im Mai 1900 im Schweizer Nationalzirkus in Zürich auf, was ihm sehr viel Ärger mit dem Schwingerverband einbrachte. Bei Kämpfen mit dem Publikum hätte ein Bezwinger von Franz bis zu 500 Franken gewonnen. Die Summe musste nie bezahlt werden.

## Leben
Franz Betschart war das älteste von 10 Kindern des Melk Betschart (1839–1915) und der Elisabetha, geborene Holdener vom Feld (1850–1945). 1901 verheiratete er sich mit Kreszentina Betschart (1880–1938). Die Ehe blieb kinderlos, das Paar wohnte in Unterschönenbuch (Oberigs). Franz Betschart starb 78-jährig an einem Schlaganfall, wie bereits 11 Jahre zuvor seine Frau.